# Liste der denkmalgeschützten Objekte in Pupping
Die Liste der denkmalgeschützten Objekte in Pupping enthält die denkmalgeschützten, unbeweglichen Objekte der Gemeinde Pupping in Oberösterreich (Bezirk Eferding).

## Denkmäler
| Foto |                 | Denkmal                                                          | Standort                                 | Beschreibung | Metadaten |
| ---- | --------------- | ---------------------------------------------------------------- | ---------------------------------------- | --- | --- |
| ja   | Datei hochladen | Bauernhaus, Schardnerhäusl HERIS-ID: 8271 Objekt-ID: 4221        | Unterschaden 11 Standort KG: Oberschaden | Das Bauernhaus in Unterschaden 11, auch Schardnerhäusl genannt, ist ein charakteristisches Beispiel für einen Kleinhaustyp, der im östlichen Hausruck und vor allem im Eferdinger Becken häufig war. Es verfügt über ein Strohdach und diente ursprünglich als Auszugs- und Gesindehaus für ein größeres Anwesen. | BDA-Hist.: Q38002090 Status: Bescheid Stand der BDA-Liste: 2025-06-30 Name: Bauernhaus, Schardnerhäusl GstNr.: .66/1                              |
| ja   | Datei hochladen | Ehem. Franziskanerkloster Pupping HERIS-ID: 8270 Objekt-ID: 4220 | Pupping 4 Standort KG: Pupping           | Ein erstes Kloster der Franziskaner war 1477 bei der Othmarkapelle gegründet worden, und 1801 aufgelöst und abgerissen worden. Nach dem Neubau der Kirche 1879 entstand hier eine neue Niederlassung, um den Wallfahrtsort zu betreuen. 1968–1998 waren auch Klarissinnen ansässig, 2013 wurde auch die Franziskaner-Niederlassung aufgelöst. Heute dient es als Shalomkloster als Begegnungsort von Orden und Diözese. Der Bau selbst ist neben der Kirche angelegt, in Form eines mächtigen, zweigeschoßigen Vierkanters. | BDA-Hist.: Q1775826 Status: § 2a Stand der BDA-Liste: 2025-06-30 Name: Ehem. Franziskanerkloster Pupping GstNr.: 1514 Franziskanerkloster Pupping |
| ja   | Datei hochladen | Kath. Pfarrkirche HERIS-ID: 8269 Objekt-ID: 4219                 | bei Pupping 4 Standort KG: Pupping       | Die 1879 eingeweihte heutige Pfarrkirche wurde als Kirche des Franziskanerklosters an der Stelle der 866 erbauten Kapelle zum hl. Othmar erbaut (Am 31. Oktober 994 verstarb der hl. Wolfgang vor dem Altar dieser Kapelle; die Kapelle wurde bei der Säkularisation 1801 abgerissen). Anmerkung: Heute nur mehr Filialkirche. | BDA-Hist.: Q64692109 Status: § 2a Stand der BDA-Liste: 2025-06-30 Name: Kath. Pfarrkirche GstNr.: 1514 Franziskanerkloster Pupping                |